# Comissió Prodi

Insígnia de la Unió Europea.

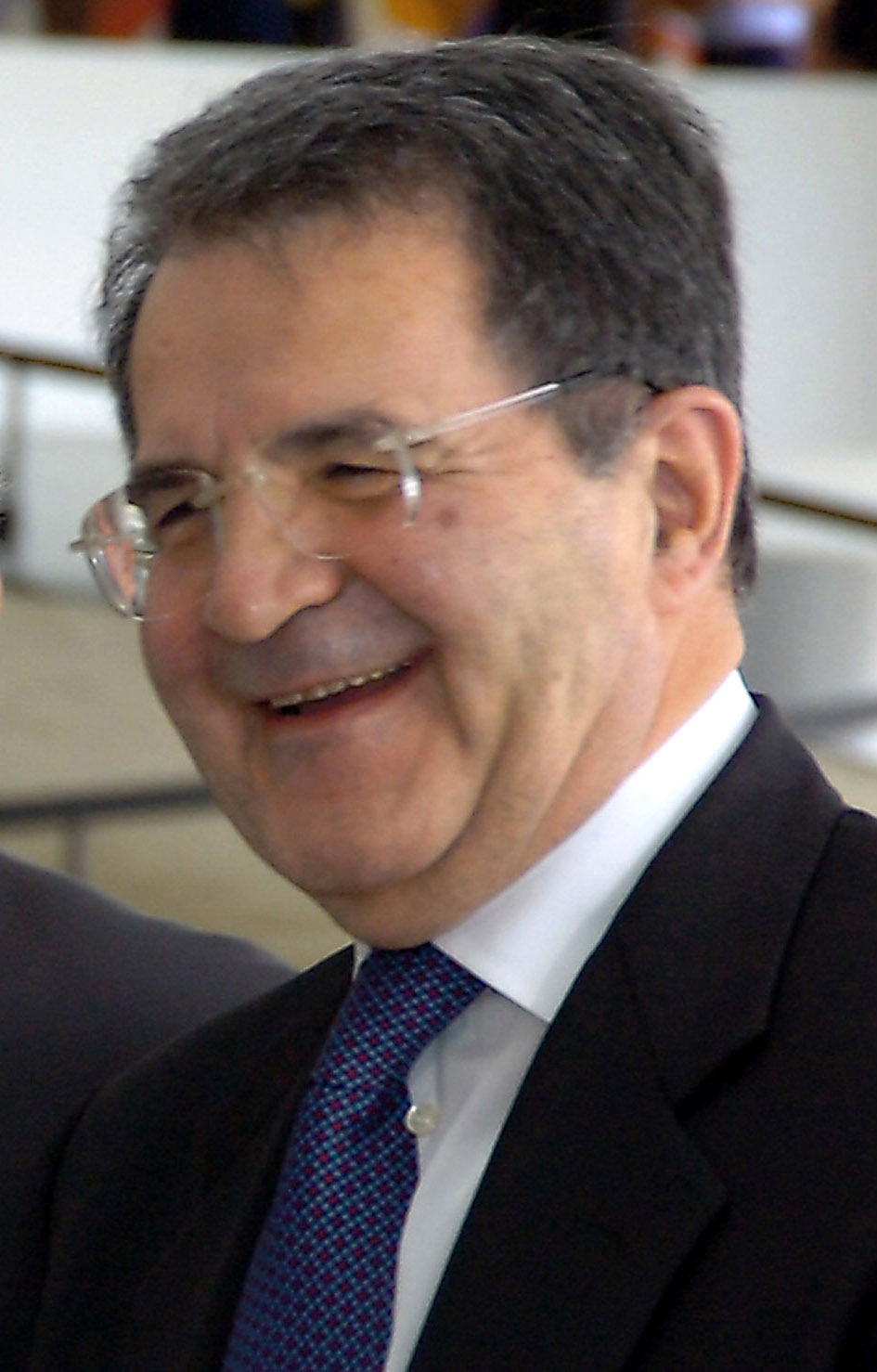
Romano Prodi.

La Comissió Prodi és la Comissió Europea presidida per l'antic primer ministre d'Itàlia Romano Prodi que va estar en el càrrec entre el 16 de setembre de 1999 i el 21 de novembre de 2004.

## Nomenament
La Comissió va iniciar el seu mandat el 13 de setembre de 1999 després de l'escàndol, que acabà amb la subsegüent renúncia, de la Comissió Santer i que propicià l'establiment de la Comissió Marín de forma interina.
Amb l'ampliació de la Unió Europea (UE) l'any 2004 la Comissió passà de 20 a 25 membres, tants comissaris com estats membres de la Unió, sent així mateix l'última Comissió en tenir dos comissaris d'un mateix país. Gràcies al Tractat d'Amsterdam la Comissió veié incrementada el seu poder i influència, sent descrit Prodi en alguns mitjans com el primer "Primer Ministre de la Unió Europea". Gràcies al Tractat d'Amsterdam i l'ampliació dels seus membres la Comissió va considerar la firma i l'apliciacó del Tracatat de Niça com el veritable adveniment d'una Unió Europea forta i consistent, sobretot amb l'objectiu de la signatura d'una Constitució Europea per a tots els estats membres.
La Comissió finalitzà el seu mandat el 31 d'octubre de 2004, però degut a l'oposició del Parlament Europeu a la Comissió proposada per José Manuel Durão Barroso, estengué el seu mandat fins al 21 de novembre del mateix any.

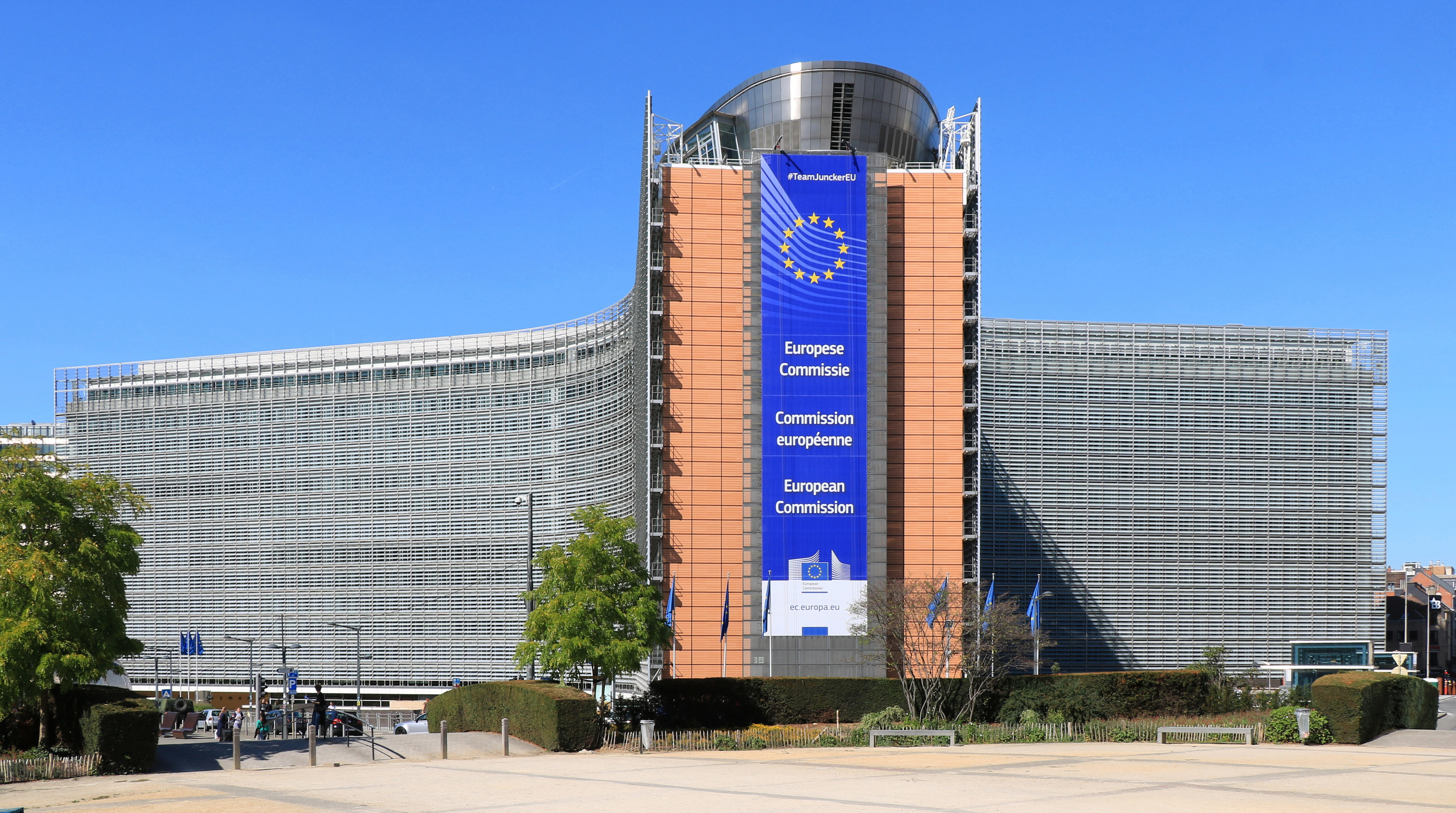
La Comissió Europea a Brussel·les

## Llista de Comissaris
Quan la Comissió va iniciar el seu mandat el setembre de 1999 tingué 20 Comissaris, un per cada estat excepte els 5 estats més poblats (Alemanya, Espanya, França, Itàlia i el Regne Unit) que en tenien dos.
L'any 2004 es realitzà una remodelació de la Comissió i entraren a formar part d'aquesta 15 nous comissaris, 5 que reemplaçaren els comissaris que dimitiren abans de finalitzar el seu mandat i 10 dels nous Estats que passaren a formar part de la Unió Europea aquell mateix any. Els comissaris dels nous estats van començar compartint una cartera amb un comissari existent, i rarament es creà un nou càrrec.
La taula següent indica el nombre de comissaris segons la seva alineació política al principi de la Comissió, els que van passar a formar part de la Comissió després de l'ampliació i els que van finalitzar el mandat.
| Afiliació                        | Esquerra (PSE) | Centre (ALDE) | Dreta (PPE-DE) | Verds (Els Verds-ALE) | Independent |
| període 1999-2003                | Onze           | Dos           | Sis            | Un                    | Un          |
| comissaris entrants maig de 2004 | Cap            | Dos           | Tres           | Cap                   | Cinc        |
| novembre de 2004                 | Nou            | Cinc          | Nou            | Un                    | Sis         |

| Cartera                                                         | Comissari                                            | Estat         | Partit Polític         |
| --------------------------------------------------------------- | ---------------------------------------------------- | ------------- | ---------------------- |
| President                                                       | Romano Prodi                                         | Itàlia        | L'Olivera PSE          |
| Vicepresident; Assumptes Administratius                         | Neil Kinnock                                         | Regne Unit    | Partit Laborista PSE   |
| Vicepresidenta; Relacions amb el Parlament, Transport i Energia | Loyola de Palacio                                    | Espanya       | PP PPE                 |
| Competència                                                     | Mario Monti                                          | Itàlia        | Independent            |
| Agricultura i Assumptes Pesquers i Marítims                     | Franz Fischler                                       | Àustria       | ÖVP PPE                |
| Empresa i Societat de la Informació                             | Erkki Liikanen càrrec fins al 12 de juliol de 2004   | Finlàndia     | Keskusta PSE           |
| Mercat Interior                                                 | Frits Bolkestein                                     | Països Baixos | VVD ALDE               |
| Recerca                                                         | Philippe Busquin càrrec fins al 12 de juliol de 2004 | Bèlgica       | PS PSE                 |
| Desenvolupament i Ajuda Humanitària                             | Poul Nielson                                         | Dinamarca     | PD PSE                 |
| Ampliació                                                       | Günter Verheugen                                     | Alemanya      | SPD PSE                |
| Relacions Exteriors                                             | Chris Patten                                         | Regne Unit    | Partit Conservador PPE |
| Comerç                                                          | Pascal Lamy                                          | França        | PS PSE                 |
| Salut i Protecció al Consumidor                                 | David Byrne                                          | Irlanda       | FF PPE                 |
| Educació, Formació i Cultura                                    | Viviane Reding                                       | Luxemburg     | CSV PPE                |
| Programació Financera i Pressupostos                            | Michaele Schreyer                                    | Alemanya      | Verds Els Verds-ALE    |
| Medi Ambient                                                    | Margot Wallström                                     | Suècia        | SDWP PSE               |
| Justícia, Lliberat i Seguretat                                  | António Vitorino                                     | Portugal      | PS PSE                 |
| Treball i Assumptes Socials                                     | Anna Diamandopulu càrrec fins al març de 2004        | Grècia        | PASOK PSE              |
| Política Regional                                               | Michel Barnier càrrec fins l'abril de 2004           | França        | UPM PPE                |
| Assumptes Econòmics i Monetaris                                 | Pedro Solbes càrrec fins al 26 d'abril de 2004       | Espanya       | PSOE PSE               |

### Remodelació de2004
remodelació reatitzada per Romano Prodi a conseqüència de l'ampliació de la Unió Europea (UE) i de la dimissió de diversos comissaris
| Cartera                                     | Comissari                                         | Estat           | Partit Polític   |
| ------------------------------------------- | ------------------------------------------------- | --------------- | ---------------- |
| Empresa i Societat de la Informació         | Olli Rehn càrrec des del 12 de juliol de 2004     | Finlàndia       | Keskusta ALDE    |
| Ciència i Recerca                           | Louis Michel càrrec des del 12 de juliol de 2004  | Bèlgica         | MR ALDE          |
| Treball i Assumptes Socials                 | Stavros Dimas càrrec des del març de 2004         | Grècia          | ND PPE           |
| Política Regional                           | Jacques Barrot càrrec des de l'abril de 2004      | França          | UPM PPE          |
| Assumptes Econòmics i Monetaris             | Joaquín Almunia càrrec des del 26 d'abril de 2004 | Espanya         | PSOE PSE         |
| Política Regional                           | Péter Balázs                                      | Hongria         | independent      |
| Comerç                                      | Danuta Hübner                                     | Polònia         | independent      |
| Assumptes Econòmics i Monetaris             | Siim Kallas                                       | Estònia         | ERP ALDE         |
| Desenvolupament i Ajuda Humanitària         | Joe Borg                                          | Malta           | PN PPE           |
| Agricultura i Assumptes Pesquers i Marítims | Sandra Kalniete                                   | Letònia         | FP PPE           |
| Educació, Formació i Cultura                | Dalia Grybauskaitė                                | Lituània        | independent      |
| Ampliació                                   | Janez Potočnik                                    | Eslovènia       | independent      |
| Empresa i Societat de la Informació         | Ján Figeľ                                         | Eslovàquia      | KDH PPE          |
| Programació Financera i Pressupostos        | Markos Kiprianu                                   | Xipre           | Δημοκρατικό ALDE |
| Salut i Protecció al Consumidor             | Pavel Telička                                     | República Txeca | independent      |